# 애스턴 마틴 발키리
애스턴 마틴 발키리(영어: Aston Martin Valkyrie)는 영국의 자동차 제조업체 애스턴 마틴, 레드불 레이싱 어드밴스드 테크놀로지스 및 기타 여러 업체가 공동으로 제작한 한정 생산 하이브리드 스포츠카이다. 이 스포츠카는 애스턴 마틴과 레드불 레이싱이 트랙 지향적인 자동차를 개발하기 위해 협력한 결과물로, 에이드리언 뉴이, 앤디 팔머, 크리스천 호너 및 사이먼 스프라울이 고안했다. 당시 레드불 레이싱의 최고 기술 책임자였던 뉴이는 자동차 설계에 직접 기여했다.

## 명칭
원래 코드명은 뉴이, 레드불, 애스턴 마틴 라곤다의 두문자어인 Nebula였다. AM-RB 001은 최종 코드명으로 선정되었으며, 애스턴 마틴과 레드불 레이싱이 프로젝트 전반에 걸쳐 협력했기 때문에 결정되었다. AM은 애스턴 마틴을, RB는 레드불을 의미한다. 001은 두 회사가 협력한 첫 번째 생산 차량이라는 의미일 수 있다.
2017년 3월, 애스턴 마틴은 이 자동차의 이름을 노르드 신화 속 인물인 발키리의 이름을 따서 발키리로 명명할 것이라고 발표했다. 레드불에 따르면, 이 이름은 애스턴 마틴 자동차의 "V" 명명 전통을 이어가고 고성능 자동차임을 구별하기 위해 선택되었다( "V"는 구별 요소로 사용되었다). "발키리의 아들"로 알려진 애스턴 마틴 발할라도 마찬가지로 신화 속 장소인 발홀에서 유래했다.

## 디자인
2017년 2월, 애스턴 마틴은 차량의 대부분의 사양을 공개했다. 최종 사양은 그해 말에 공개되었다. 애스턴 마틴과 레드불 레이싱 외에도 코스워스, 리카르도, 리막 오토모빌리, 멀티매틱, 알콘, 인테그럴 파워트레인 Ltd, 보쉬, 서피스 트랜스폼즈, 위팩, HPL 프로토타입스, 미쉐린 등 여러 제조업체가 발키리 제작에 참여했다.

### 외부 특징

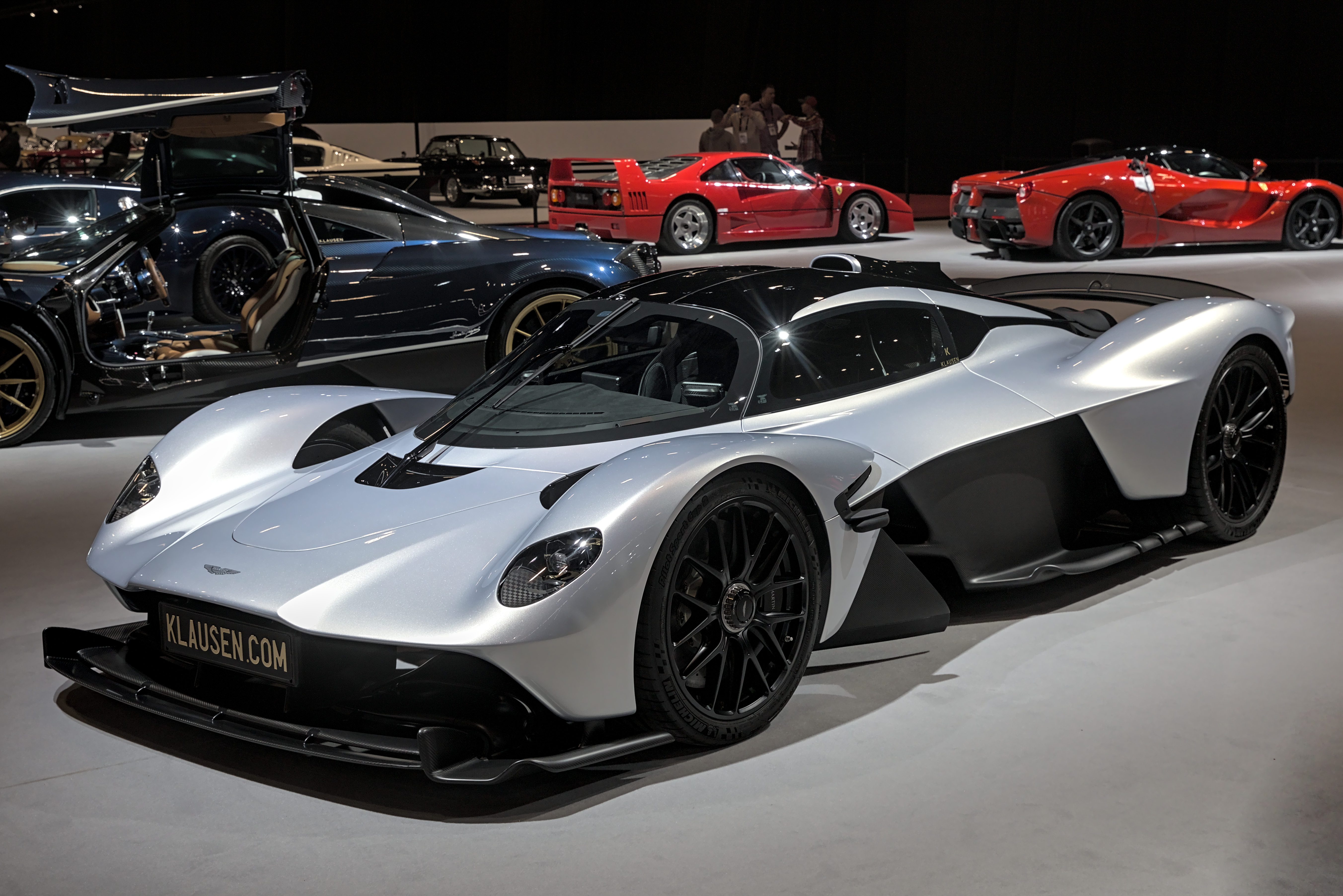
2024 제네바 모터쇼에 전시된 발키리.

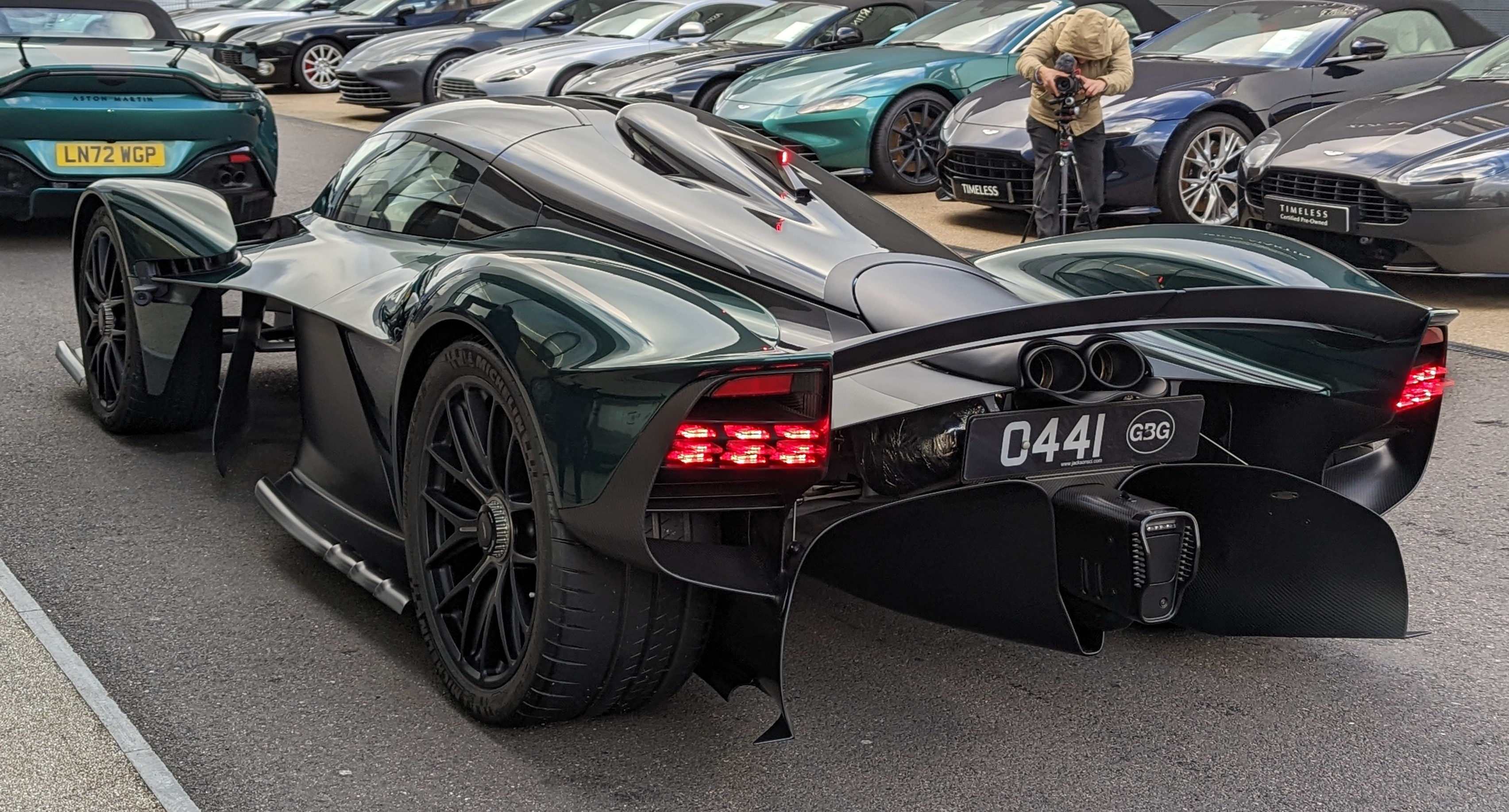
발키리의 후면도.

처음에는 일반 대중에게 디자인에 대한 아이디어를 제공하기 위해 쇼카가 공개되었다. 디자인은 거의 양산 준비가 된 형태였다.
이 차의 외관은 스포츠카치고는 매우 공기역학적이며, 베르누이 및 벤투리 원리를 사용하여 그라운드 이펙트를 위한 광범위하게 열린 하부 구조를 가지고 있으며, 고속에서 4,000 lbf (18 kN; 1,800 kgf)%s의 다운포스를 생성할 수 있다. 차 상단(예: 프론트 액슬 위 및 루프 흡입구)의 간격과 대형 프론트 스플리터는 다운포스 생성에 도움을 준다. 휠은 또한 공기 흐름을 관리하고 동시에 가능한 한 가볍게 설계되었다.
레드불 어드밴스드 테크놀로지스는 자동차의 공기역학적 프로필을 담당했으며, 애스턴 마틴은 마일스 넌버거의 지휘 아래 대부분의 외부 디자인을 감독했다. 에이드리언 뉴이에 따르면, "모델의 녹색으로 칠해진 표면은 마일스 넌버거의 지휘 아래 애스턴의 효과적인 부분이며, 캐노피, 후방 날개, 허리선 아래의 모든 검은색 표면은 우리의 것"이라고 한다.

### 내부 특징

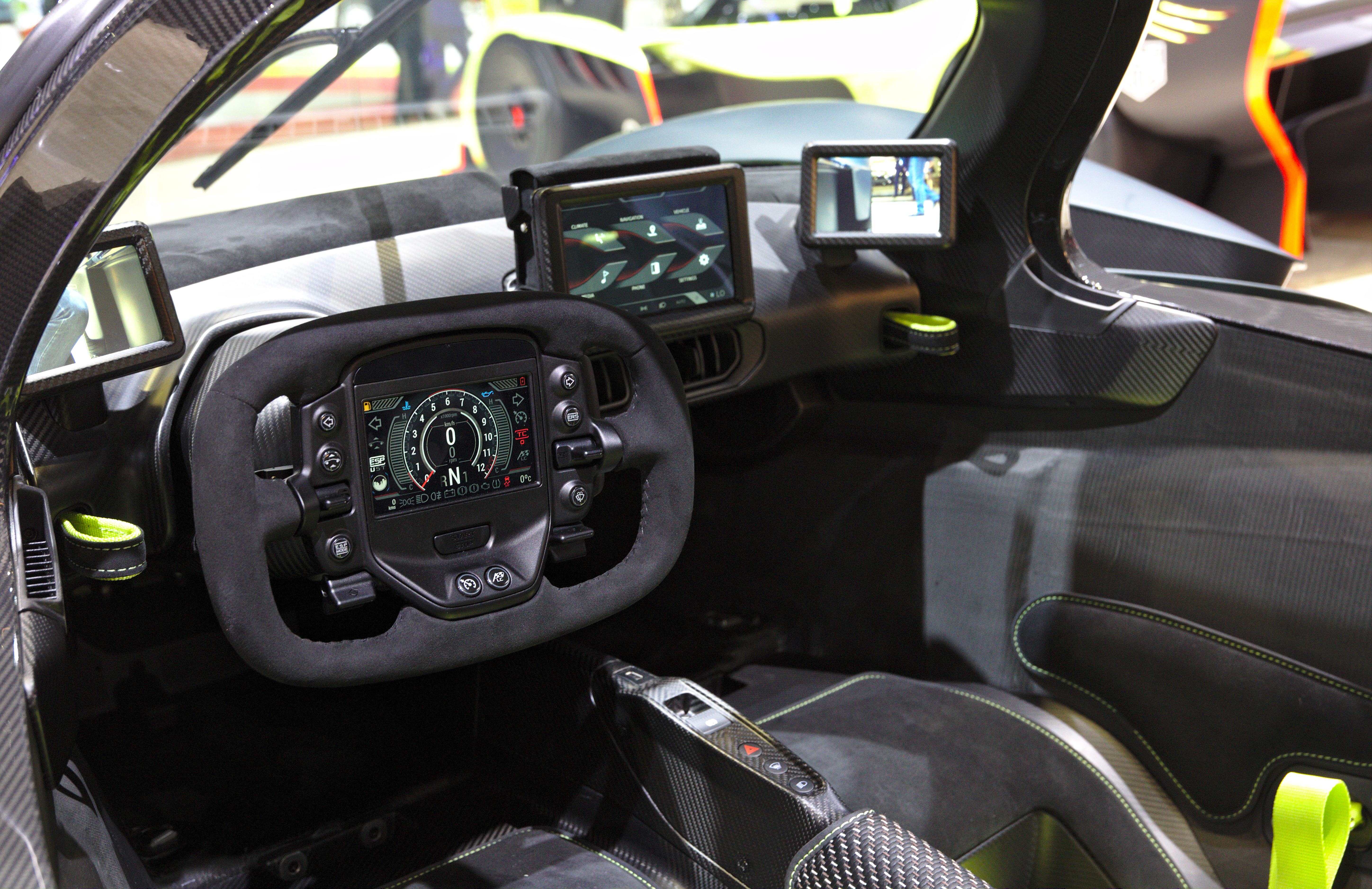
거의 양산 준비가 된 발키리 VP-2 프로토타입의 실내.

내부 디자인은 2017년 6월 20일 온라인에 유출되어 자동차 디자인을 미리 엿볼 수 있었다. 실내에는 계기판 클러스터가 없지만, 여러 개의 스크린이 있다. 왼쪽과 오른쪽 모서리에는 카메라 사이드 미러용 스크린이 있다. 센터 콘솔 상단에는 라이브 차량 정보 및 일반 차량 제어 장치가 표시될 수 있는 스크린이 있지만, 이는 확인되지 않았다. 레이싱 스타일의 스티어링 휠에는 스크린이 사용되며 운전자 계기판 클러스터 역할을 한다. 휠 스크린 옆에는 다이얼과 스위치가 있어 운전 방해 없이 쉽게 변경할 수 있다. 속이 빈 탄소 섬유로 실내 둘레에 바로 형성된 시트는 버킷 형태이며, 각 카시트에는 두 개의 안전벨트가 있다.
극히 작은 실내와 문 (실질적으로 지붕만 있는 해치) 때문에, 각 시트는 3차원 스캐닝을 통해 소유자의 신체 형태에 맞게 특별히 설계되었다. 탈착식 스티어링 휠은 승하차 시 약간 더 많은 공간을 제공한다.

### 사양
이 차에는 코스워스가 맞춤 제작한 6.5리터 자연흡기 V12 엔진이 장착되어 있으며, 10,500rpm에서 약 746 kW (1,000 hp)의 출력을 내고 레드라인은 11,100rpm이다. 이는 생산 도로용 자동차에 장착된 자연흡기 엔진 중 가장 강력한 엔진이 될 것이다. F1 자동차에 장착된 것과 유사한 KERS 방식의 부스트 시스템을 갖춘 발키리의 하이브리드 시스템은 두 가지 주요 기술 파트너가 개발했다. 맞춤형 전기 모터를 공급한 Integral Powertrain Ltd와 경량 하이브리드 배터리 시스템을 담당한 리막이다. 결과적으로 전체 하이브리드 시스템은 추가로 120 kW (160 bhp)의 출력과 280 N⋅m의 토크를 제공하며, 발키리의 최대 인증 출력은 10,500rpm에서 865 kW (1,160 hp)이다. 마찬가지로 전체 하이브리드 시스템을 사용하면 6,000rpm에서 최대 토크는 900 N⋅m (664 lbf⋅ft)에 이른다.
동시에 출력 수치가 공개되었을 때, 무게는 1,030 kg (2,271 lb)으로 발표되어, 톤당 840 kW (1,126 hp)로 목표했던 1:1 마력 대 중량비를 초과했다. 이 차는 정지 상태에서 100 km/h (62 mph)까지 2.6초 만에 가속할 수 있다. 배기 장치는 포뮬러 원 카 및 포르쉐 918과 유사하게 엔진 근처의 차량 상단으로 배출된다.
보쉬는 발키리의 ECU, 트랙션 컨트롤 시스템, ESP를 공급한다. 제동 시스템은 알콘과 서피스 트랜스폼즈가 제공한다. 전면 및 후면 램프는 위팩이 제조한다. 이 차는 완전 탄소 섬유 차체를 가지고 있으며, 제조업체 멀티매틱의 탄소 섬유 모노셀이 장착되어 있다. 미쉐린은 발키리에 미쉐린 고성능 스포츠 컵 2 타이어를 공급하며, 전면에는 265/35-ZR20, 후면에는 325/30-ZR21 크기를 사용한다. 휠은 질량을 줄이기 위해 경량 마그네슘 합금 (전면 20 in (510 mm), 후면 21 in (530 mm))으로 제작되었으며, 레이스 사양의 센터 록 휠 너트가 장착되어 있다. In과 레드불 레이싱의 레드불 RB16은 실버스톤 서킷에서 첫 번째 쉐이크다운을 가졌으며, 드라이버 막스 페르스타펀과 알렉산더 알본이 트랙에서 차를 운전했다.

## 생산
애스턴 마틴 CEO 앤디 팔머는 2017년 7월 4일 트위터 게시물을 통해, 소유자가 차를 "되팔아"(이익을 얻기 위해 빠르게 사고파는 행위) 이익을 취할 경우, 애스턴 마틴의 향후 특별판 모델을 구매할 기회가 제공되지 않을 것이라는 정책을 발표했다. 이 정책은 포드의 신형 GT 및 메르세데스-AMG의 ONE 스포츠카에도 적용된다.
발키리의 생산은 2021년 11월부터 2024년 12월까지 진행되었다. 애스턴 마틴은 총 275대의 차량을 생산했는데, 쿠페 150대, 스파이더 85대, AMR Pro 모델 40대이다.
계획했던 것보다 적은 10대가 2021년 마지막 분기에 인도되어 회사가 수익 목표를 달성하지 못했다. 회사는 이것이 단지 시기상의 문제일 뿐이며, 모든 생산 물량이 판매되었지만 아직 인도되지 않았다고 밝혔다. 발키리 스파이더 모델은 두 배 이상 주문이 초과되었다.

## 변형

### 발키리 AMR Pro
트랙 전용 발키리 모델인 발키리 AMR 프로는 2018 제네바 모터쇼에서 공개되었다. 총 25대만 생산될 예정이었고, 모두 이미 판매되었다. AMR 프로는 발키리 로드카에 사용된 것과 동일한 6.5리터 자연흡기 V12 엔진을 KERS 시스템 없이 사용한다. 엔진 또한 개량되어, AMR 프로는 로드 리갈 모델보다 더 많은 820 kW (1,100 hp)(예상 870–970 kW (1,160–1,300 hp))의 출력을 가질 것이다.
AMR 프로는 전후방에 더 작은 18인치 휠을 사용한다. 이는 LMP1 레이스카 타이어를 기반으로 한 미쉐린 레이싱 타이어를 장착하고, 제동 성능을 돕기 위해 F1에서 영감을 받은 카본-카본 브레이크를 장착하기 위한 것이다. 에어컨 시스템과 인포테인먼트 스크린은 제거되고 레이싱용 부품으로 교체되었다. 이 차는 코너링 시 3.3 G, 제동 시 3.5 G의 횡방향 G 포스를 생성할 수 있다. 최고 속도는 로드카보다 높은 402 km/h (250 mph)를 목표로 한다. 이 차의 배기 시스템은 엔진 소음 감소 부품이 거의 없을 것이다.
2021년에는 양산형 AMR 프로가 공개되었으며, LMP1 스타일의 후면 공기역학적 핀, 대형 이중 요소 후방 윙, 그리고 대형 후면 디퓨저를 포함하여 훨씬 더 공격적인 디자인을 가지고 있다. 이러한 양산형 디자인 측면에서, 이는 원래 컨셉트보다 일반 (하지만 길어진) 발키리와 더 유사하게 보인다. 생산된 차량의 수도 25대에서 40대로 증가했다.

### 발키리 스파이더

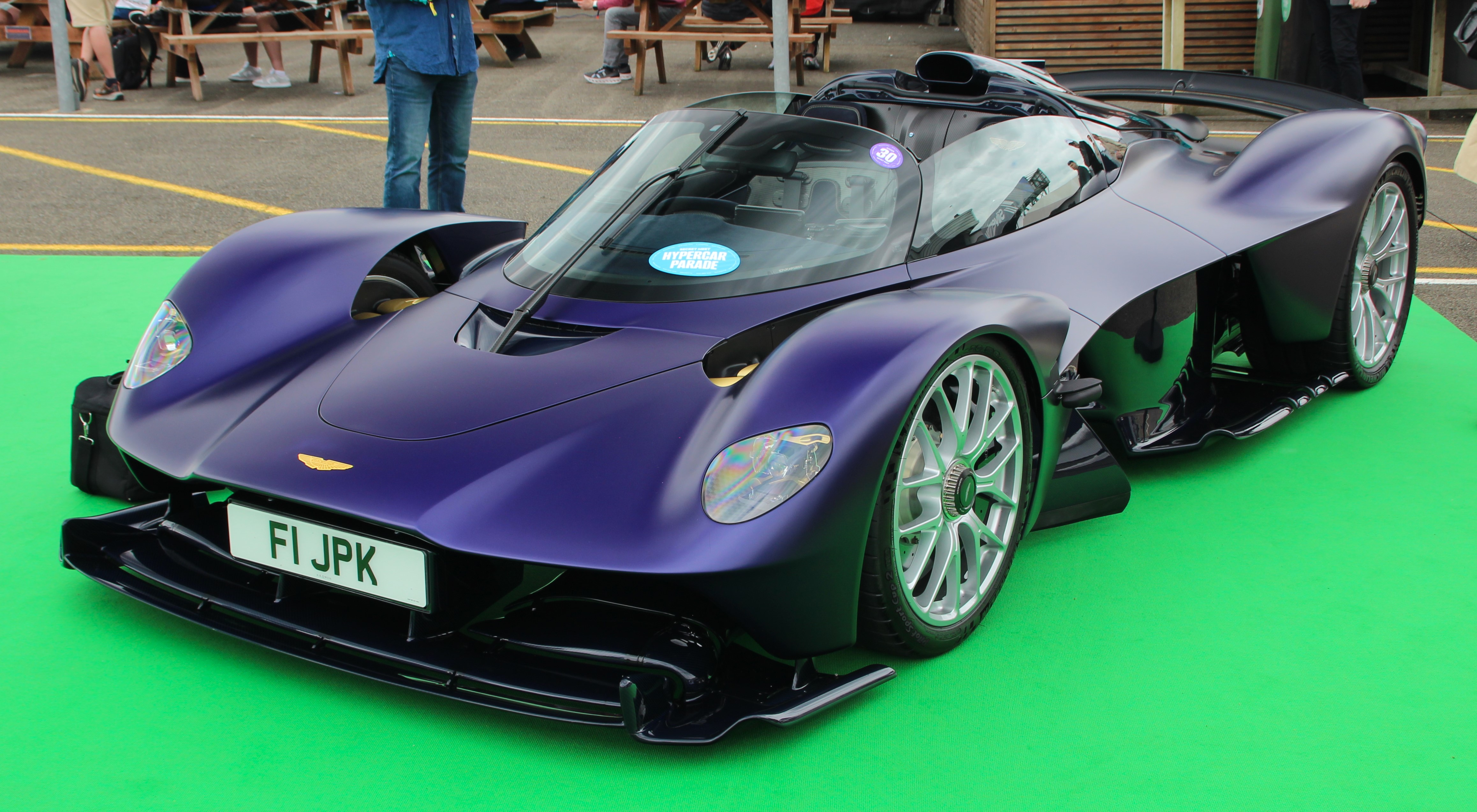
2024년 SCD 시크릿 미트에서 전시된 발키리 스파이더.

2021년 8월, 애스턴 마틴은 2023년형 스파이더 모델을 발표했다. 생산은 2022년 하반기에 시작되었으며, 85대의 생산을 목표로 한다. 발키리 스파이더는 탈착식 탄소 섬유 루프를 가지고 있으며, 쿠페 모델의 걸윙 도어 대신 전방 경첩형 다이헤드럴 버터플라이 도어를 사용한다.

### 발키리 LM
애스턴 마틴은 2025년 6월 발키리 AMR-LMH의 트랙 전용 무제한 버전인 발키리 LM을 선보였는데, 이는 애스턴 마틴이 르망 24시 내구 레이스에서 종합 우승을 위해 다시 경쟁에 참여하는 것을 기념하기 위한 것이다. 발키리 LM은 레이싱 모델과 거의 동일하며, FIA 및 IMSA 경쟁에 필요한 밸러스트와 전자 장치가 제거되었다. 단 10대만 생산될 예정이다.

## 모터스포츠

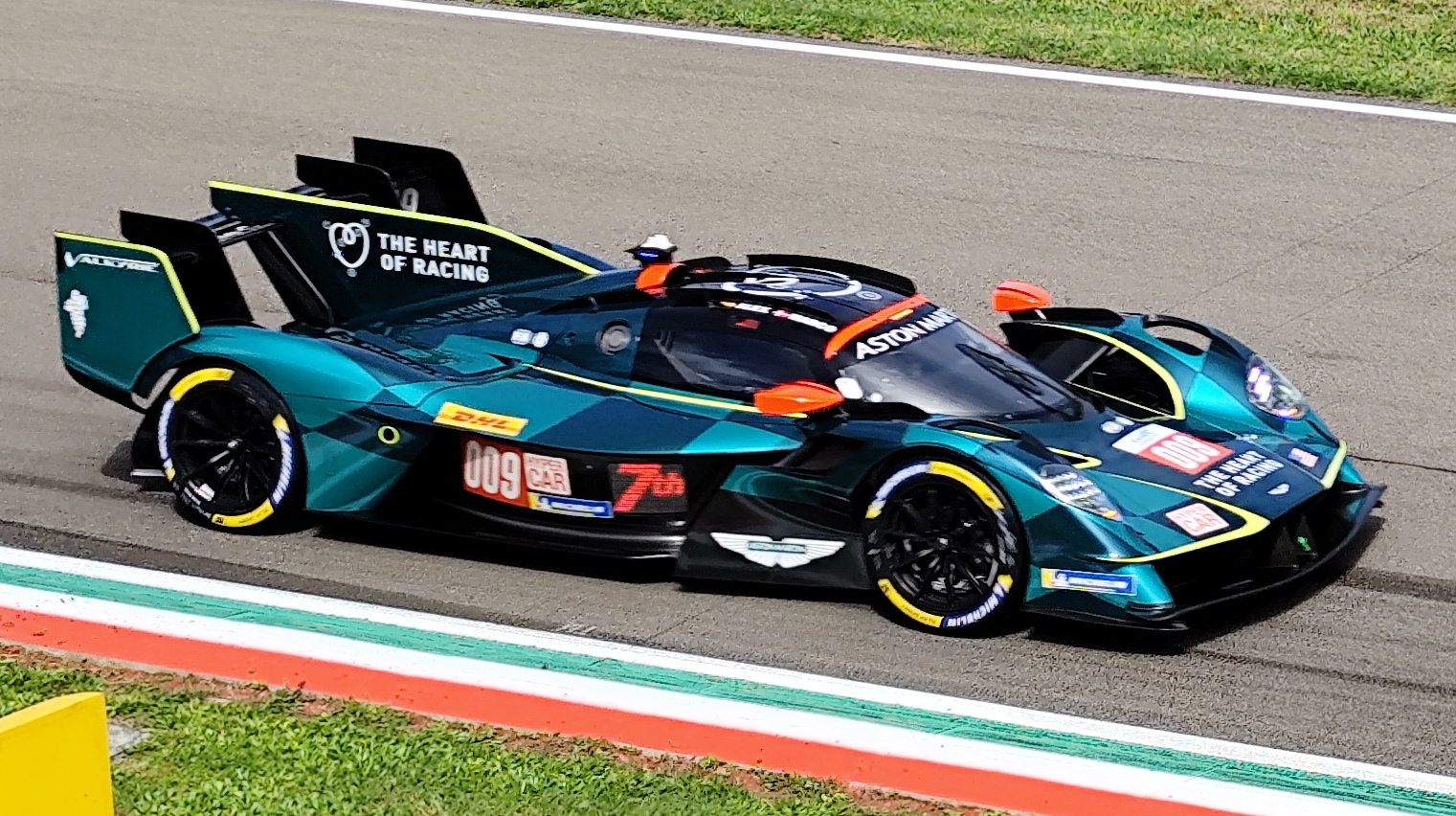
2025 이몰라 6시간 레이스에 참가한 009번 발키리 AMR-LMH.

애스턴 마틴은 2019년 르망 하이퍼카 클래스에 참가하기로 약속한 최초의 제조업체 중 하나였으며, 2021년 FIA 월드 내구 챔피언십에서 최소 두 대의 공장 팀 차량으로 경쟁을 시작할 계획이었다. 로드카에는 하이브리드 시스템이 포함되어 있음에도 불구하고, 이 차량은 하이브리드 시스템 없이 경쟁할 예정이었다. 초기 프로젝트는 2020년 2월 오토모빌 클럽 드 퀘스트가 LMDh 차량의 하이퍼카 프로젝트 참여를 허용한 결정과 애스턴 마틴의 포뮬러 원 진출로 인해 회사의 재정 지원이 제한되면서 폐기되었다. 발키리 하이퍼카 프로젝트는 3년 후인 2023년에 부활했다.
발키리 AMR-LMH로 명명된 이 차량은 원래 더 하트 오브 레이싱 팀과 함께 2025 데이토나 24시에서 데뷔할 예정이었다. 팀은 나중에 더 많은 테스트 시간을 위해 데이토나 레이스를 건너뛰기로 결정했다. 이 차는 2025 카타르 1812km에서 레이스 데뷔를 했다. 양산형 모델의 엔진 배기량은 6.5리터이며, 애스턴 마틴은 FIA 및 IMSA 경쟁에 적합하도록 발키리의 코스워스 V12를 광범위하게 수정했다. 다른 버전의 발키리와 달리 AMR-LMH에는 하이브리드 시스템이 없다.

## 미디어
- 2022년 3월, 2022 포뮬러 원 시즌의 바레인 인터내셔널 서킷에서 열린 개막전에서 발키리 AMR Pro가 두 바퀴를 주행했다.[46]

### 카쇼 출연
- 2016년 7월, 발키리는 게이던에 있는 애스턴 마틴 본사에서 작동하지 않는 실물 크기 모델로 공개되었다.[47]
- 2016년 11월, 이 차는 2016년 포뮬러 원 아부다비 그랑프리 전날 아부다비의 에티하드 타워에서 애스턴 마틴의 비공개 쇼케이스에서 전시되었다.[48]
- 2016년 12월부터 2017년 2월까지 이 차는 파리에서 열린 2017 국제 자동차 페스티벌에 전시되었다.[49]
- 2017년 2월, 이 차는 토론토에서 열린 2017 캐나다 국제 오토쇼의 주요 전시 차량으로 소개되었다.[50]
- 2017년 3월, 발키리는 스위스 제네바에서 열린 2017년 제네바 모터쇼의 애스턴 마틴 부스에서 신형 뱅퀴시 S 볼란테, 라피드 S AMR, V8 밴티지 AMR-Pro와 함께 전시되었다.[51]

## 비디오 게임에서의 등장
- 아스팔트 8: 에어본
- 아스팔트 레전드 유나이트

## 같이 보기
- 리막 오토모빌리
- 메르세데스-AMG 원